# Isabelle Hoekstra
Isabelle Naomi Louise Hoekstra (Leiden, 31 juli 2003) is een Nederlands voetbalspeelster.
Zij speelde voor het Ajax Talentteam in de talentencompetitie.
Op 30 oktober 2020 viel zij in, in de wedstrijd PEC Zwolle–Ajax, waarmee zij haar debuut in de Vrouwen Eredivisie maakte. In de zomer van 2021 tekent ze haar eerste contract voor een jaar voor Ajax, waar ze tot 2024 blijft spelen. 

## Statistieken
| Seizoen | Club   | Land      | Competitie         | Wedstrijden | Doelpunten |
| ------- | ------ | --------- | ------------------ | ----------- | ---------- |
| 2020/21 | Ajax   | Nederland | Vrouwen Eredivisie | 4           | 1          |
| 2021/22 | Ajax   | Nederland | Vrouwen Eredivisie | -           | -          |
| 2022/23 | Ajax   | Nederland | Vrouwen Eredivisie | 6           | -          |
| 2023/24 | Ajax   | Nederland | Vrouwen Eredivisie | 8           | -          |
| Totaal  | Totaal | Totaal    | Totaal             | 18          | 1          |

Laatste update: juli 2021

## Interlands
Hoekstra speelde voor Oranje O15., O17, O19 en Jong Oranjeleeuwinnen 